# San Costanzo
San Costanzo é uma comuna italiana da região dos Marche, Província de Pesaro e Urbino, com cerca de 4.092 habitantes. Estende-se por uma área de 40 km², tendo uma densidade populacional de 102 hab/km². Faz fronteira com Fano, Mondolfo, Monte Porzio, Monterado (AN), Piagge, San Giorgio di Pesaro.